# زينب بنت يوسف بن عبد المؤمن
زينب بنت يوسف بن عبد المؤمن (حوالي أواخر القرن الثاني عشر - حوالي أوائل القرن الثالث عشر ؟) كانت أميرة موحدية شاركت في مؤتمرات حول مصادر الشريعة، خُلدَت في التاريخ كامرأة متعلمة. كانت ابنة الخليفة الموحدي أبو يعقوب يوسف.

## الحياة
وُلدت زينب في الأندلس. تلقت تعليمًا راقيًا، ودرست الفلسفة وعلم الكلام وأصول الفقه. أصبحت امرأة متعلمة، وذات رأي سليم. خطبها ابن عمها أبو زيد عبد الرحمن الذي كان يعيش في تونس.
لكن في طريقها إلى هناك، تعرض قارب الأميرة زينب للهجوم من قراصنة صقليين تابعين لملوك صقلية المسيحيين. فأُخذَت أسيرة إلى قصر ويليام الثاني ملك صقلية، المعروف بلقب ويليام الصالح. وعندما اكتشف هوية زينب، أمر بمعاملتها باحترام وإرجاعها بكرامة إلى قصر أبيها. ومع ذلك، ظلت العلاقات بين صقلية والموحدين متوترة لمدة عشرين عامًا تقريبًا، بسبب العمليات العسكرية التي نفذها الموحدون لتحرير ميناء القيروان من الاحتلال الصقلي. وقد تأثر الخليفة الموحدي أبو يعقوب يوسف بهذه المعاملة، فأرسل بعثة دبلوماسية لشكر ويليام الثاني على لطفه. وبدون تأخير، في آب 1181، وقعت المغرب وصقلية اتفاقية سلام وتجارة.